# Baxi Romania

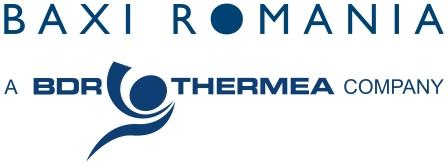
Logo Baxi România

Baxi România SA a fost o companie ce și-a desfășurat activitatea în industria termotehnică.
Baxi Group, înființat în 1866 de fierarul englez Richard Baxendale, a devenit parte a Grupului BDR Thermea B.V. prin fuziunea dintre De Dietrich Remeha Group și Baxi Group din 2009.
Baxi România SA  a luat ființă în anul 2004, în urma joint-venture-ului dintre Westen Termo SA (înființată în 2002) și Baxi Overseas Ltd.
Societatea româno-engleză și-a declarat insolvența în anul 2013, fiind declarată în faliment în anul 2014.
Mărcile reprezentate în trecut de Baxi Romania SA (BAXI, WESTEN, ROCA, AEQUATOR, FALKE, LAMBERT, etc) sunt acum reprezentate în România de o nouă filială BDR Thermea Romania SRL, aparținând 100% Grupului BDR Thermea BV, deschisă în Aprilie 2018. 
Importul produselor BAXI în Romania se realizează prin intermediul unei rețele de parteneri comerciali autorizați: AMIRIS Invest SRL – Brașov, GRUMTECH SRL - Piatra Neamț, RADOX SRL – București, SECPRAL Pro Instalații SRL – Cluj-Napoca, SIMODOR Grup SRL – Alba Iulia și SIMPLEX Trade Investment SRL – București. 

## Branduri BDR Thermea Group
Baxi, DeDietrich, Remeha, Brötje, Chapee, Baymak, Andrew Heaters, Heatrae Sadia, Oertli, Potterton, Senertec, Sofath.